# セケルノサウルス
セケルノサウルスは、鳥盤目鳥脚亜目ハドロサウルス科の植物食恐竜。名前の意味は「切り離されたトカゲ」。なお、南アメリカで正式に名前がつけられているのは、セケルノサウルスのみである。

## 化石が見つかった場所
セケルノサウルスの化石はアルゼンチンで見つかっている。南アメリカで初めて発見されたハドロサウルス科の恐竜で、クリトサウルスと同種とも考えられている。

## 全体の特徴等
大きさは3ｍ程度で、ハドロサウルス科では小型。7500万年前よりも更に前に、北アメリカ大陸から渡ってきたと思われる。